# Aleksandar Cvetković (basket-ball)
Ne doit pas être confondu avec Aleksandar Cvetković (peintre).
Pour les articles homonymes, voir Cvetković.
Aleksandar Cvetković (en cyrillique serbe Александар Цветковић) est un joueur serbe de basket-ball né le 12 septembre 1993 à Belgrade. Cvetković mesure 1,83 m et joue au poste de meneur.

## Biographie
Cvetković fait son apprentissage dans les équipes de jeunes de l'Étoile rouge. Il est sélectionné en équipe de Serbie de basket-ball pour le championnat d'Europe des 16 ans et moins en 2009 à Kaunas. En quart de finale, contre la Russie, Cvetković est essentiel dans la victoire de la Serbie : il marque 17 points (6/13), prend 7 rebonds et offre 6 passes décisives. En demi-finale, il marque 24 points (8/13 et 4/5 à 3 points) et prend 7 rebonds dans une défaite contre l'Espagne. L'équipe, comprenant aussi Nemanja Bezbradica et Nenad Miljenović, remporte la médaille de bronze en battant la Pologne et Cvetković marque 20 points et prend 10 rebonds. Sur le tournoi Cvetković finit avec 14,8 points et 4,8 rebonds de moyenne.
Lors de la saison 2010-2011, il est intégré à l'équipe première de l'Étoile rouge (en remplaçant de Nemanja Nedović) mais joue aussi dans l'équipe junior.
Avec l'Étoile rouge, il participe au Nike International Junior Tournament de Belgrade en février 2011. En finale contre le FMP Železnik, il marque 35 points (12/17), prend 9 rebonds et fait 8 passes décisives. Cvetković est nommé meilleur joueur (MVP) du tournoi.
En juillet 2011, Cvetković participe au championnat du monde des 19 ans et moins en Lettonie avec l'équipe serbe. La Serbie est battue en finale par la Lituanie. Cvetković est nommé dans la meilleure équipe-type du tournoi (avec Jonas Valančiūnas, Dmitri Koulaguine, Jeremy Lamb et Hugh Greenwood). Il réalise des moyennes de 14,4 points, 3,8 rebonds et 2,7 passes décisives,.
En décembre 2013, Cvetković est prêté au KK MZT Skopje jusqu'à la fin de la saison 2014-2015.
En septembre 2015, Cvetković rejoint le KK Partizan Belgrade.
Au mois de juillet 2020, il retourne dans son ancien club, l'Estudiantes Madrid, pour une saison.

## Palmarès
- Champion de Macédoine : 2014, 2015
- Vainqueur de la coupe de Macédoine : 2014